# غوستاف هينركسن
غوستاف هينركسن (بالنرويجية البوكمول: Gustav Henriksen)‏ هو شخصية أعمال نرويجي، ولد في 25 أكتوبر 1872، وتوفي في 8 أكتوبر 1939.